# Muzaffarpur
Muzaffarpur (hindi मुज़फ़्फ़रपुर urdú مُظفٌر پور) és una ciutat i municipalitat de l'Índia, estat de Bihar, divisió de Tirhut, capital del districte de Muzaffarpur i de la subdivisió de Muzaffarpur. És famosa pels seus productes fets amb la fruita tropical "litchi". Fou visitada per Mark Twain en el seu camí a Nepal a finals del segle xix, i per Rabindranath Tagore el 1902. Està situada a 26° 07′ N, 85° 24′ E / 26.12°N,85.4°E. Els barris més populosos són Layani i Saraiyagunj; Motijheel és la zona comercial. A la rodalia de la ciutat hi ha un aeròdrom anomenat Patahi; també fora de la població hi ha la base militar Chakkar Maidan. Consta al cens del 2001 amb una població de 305.465 habitants. La població el 1872 era de 38.241 habitants, el 1881 de 42.460, el 1891 de 49.192 i el 1901 (a causa d'una fam) va baixar a 45.617.

## Història
Vegeu Districte de Muzaffarpur
La ciutat va rebre el nom d'un amil que va dirigir la recaptació sota domini britànic al segle xviii. La municipalitat es va formar el 1864. El 15 de gener de 1934 fou parcialment destruïda per un terratrèmol.

## Temples
- Baba Garib Nath (dedicat a Xiva)
- Chaturbhuj-sthan
- Raj Rajeswar Devi Kali (dedicat a Durga)
- Raj Darbhanga
- Kalibari (dedicat a Kali).
- Gurudwara de Ramna (sikh)
- Rama Krishna Ashram (a Bela - Mithan Pura)
- Mesquita Badi
- Data Kambal Shah Mazaar prop del Bazar Purani
- Bada Imambara
- Badi Karbala a Sariyagunj

## Personatges
- Khudi Ram Bose, jove terrorista que va cometre el primer atemptat amb bomba el 1908 i fou penjat, considerat heroi nacional indi i té un monument dedicat a Muzaffarpur.
- Sir Chandeshwar Prasad Narayan Singh, polític indi ambaixador a Nepal i governador de Panjab i d'Uttar Pradesh.
- Rajendra Prasad, el primer president indi, fou mestre a la ciutat.

## Refereències
- Hunter, Sir William Wilson. The Imperial Gazetteer of India (en anglès).  Londres: Trübner & co., 1885.
- Wilson Hunter, Sir William; Sutherland Cotton, James; Sir Richard Burn, Sir William Stevenson Meyer. Great Britain India Office. The Imperial Gazetteer of India (en anglès).  Oxford: Clarendon Press, 1908.